# Alan Ralph Millard
Alan Ralph Millard (* 1. Dezember 1937 in London Borough of Harrow; † 6. Juni 2024 in Leamington Spa) war ein britischer Altorientalist.

## Leben
Er arbeitete an Ausgrabungen in Tell Nebi Mend (antikes Kadesch) und Tell Rif'at (antikes Arpad) in Syrien, in Petra in Jordanien und in der assyrischen Hauptstadt Nimrud im Irak. Während seiner Arbeit im British Museum 1961 bis 1964 entdeckte er das Epos von Atrahasis wieder, das einige Jahrzehnte lang unerkannt in einer Schublade gelegen hatte. Von 1964 bis 1970 war er Bibliothekar an der Tyndale Library in Cambridge und unterrichtete ein Jahr lang Akkadisch an der School of Oriental and African Studies. 1970 wurde er zum Rankin-Dozent für Hebräisch und antike semitische Sprachen in Liverpool ernannt. Er war 1984 Fellow am Institute of Advanced Studies der Hebrew University of Jerusalem und studierte in einem Team unter der Leitung von Yigael Yadin. Sein Hauptinteresse galt der semitischen Epigraphik sowie der Bearbeitung akkadischer Keilschrifttafeln und aramäischer Inschriften sowie Schreibpraktiken im alten Nahen Osten.
Er war Fellow der Society of Antiquaries of London und Mitglied der Society for Old Testament Studies.

## Schriften (Auswahl)
- mit John Goldingay: Die Väter Israels. Abraham – Isaak – Jakob in Bibel und Geschichte. Gießen 1984, ISBN 3-7655-9037-1.
- Schätze aus biblischer Zeit. Ihre Entdeckungsgeschichte – ihre Bedeutung. Gießen 1994, ISBN 3-7655-5762-5.
- Die Zeit der ersten Christen. Ausgrabungen – Funde – Entdeckungen. Gießen 1994, ISBN 3-7655-5761-7.
- Pergament und Papyrus, Tafeln und Ton. Lesen und schreiben zur Zeit Jesu. Basel 2000, ISBN 3-7655-9809-7.
- mit Piotr Bienkowski (Hrsg.): Dictionary of the Ancient Near East. University of Pennsylvania Press, Philadelphia 2000, ISBN 0-8122-3557-6.